# 2004年アテネオリンピックのハンガリー選手団
2004年アテネオリンピックのハンガリー選手団（2004ねんアテネオリンピックのハンガリーせんしゅだん）は、2004年8月13日から8月29日にかけてギリシャの首都アテネで開催された2004年アテネオリンピックのハンガリー選手団、およびその競技結果。

## 概要
今大会は金メダル8個、銀メダル6個、銅メダル3個の合計17個のメダルを獲得した。

## メダル
| メダル | 選手名                 | 競技       | 種目                     |
| ------ | ---------------------- | ---------- | ------------------------ |
| 金     | イストバン・マヨロシュ | レスリング | 男子グレコローマン55kg級 |
| 銀     | ゾルタン・コバゴ       | 陸上       | 男子円盤投               |
| 銀     | ダニエル・ジュルタ     | 競泳       | 男子200m平泳ぎ           |
| 銅     | ラースロー・シェー     | 競泳       | 男子400m個人メドレー     |